# Adrian Bowyer

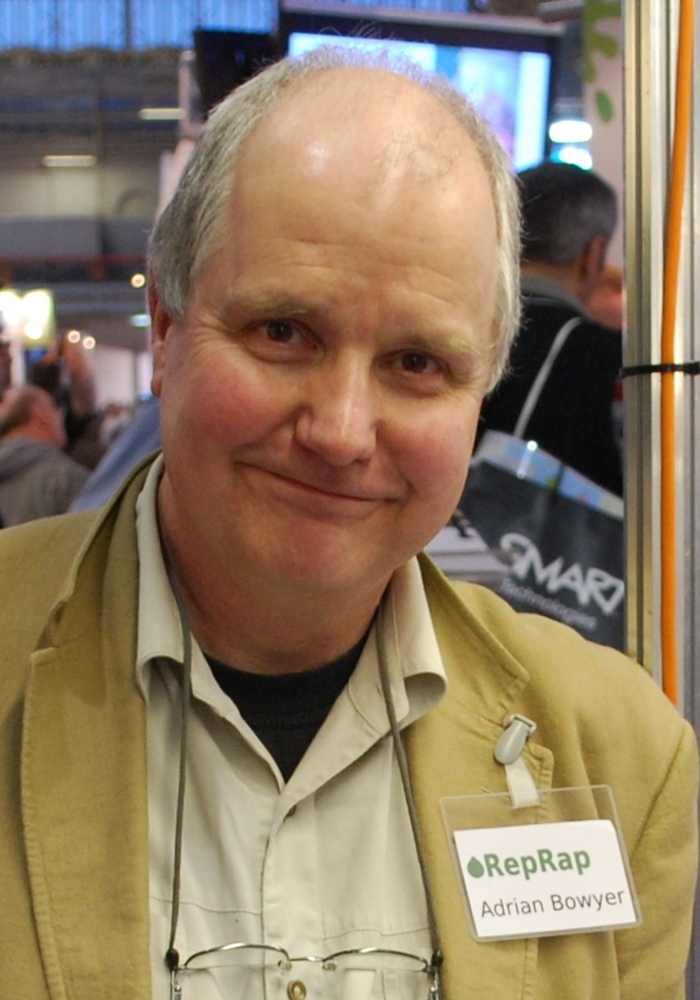
dr Adrian Bowyer (2009)

Adrian Bowyer (ur. w 1952 w Londynie) – brytyjski inżynier i matematyk, wykładał na Uniwersytecie w Bath w Wielkiej Brytanii.
Pracując od 1977 na Wydziale Matematyki Uniwersytetu w Bath, wynalazł (w tym samym czasie co David Watson) algorytm do wyliczania diagramu Woronoja, który otrzymał nazwę algorytmu Bowyera-Watsona.
W latach 1984–2012 był wykładowcą, a następnie starszym wykładowcą na Wydziale Inżynierii Mechanicznej Uniwersytetu w Bath. Zainicjował projekt RepRap, samoreplikującej drukarki 3D opartej na otwartym oprogramowaniu. W 2006 stworzył prototyp desktopowego urządzenia, z przeznaczeniem dla użytkowników domowych.
W maju 2017 otrzymał nagrodę 3D Printing Industry Award, a w grudniu 2017 został wpisany do Galerii Sław TCT. W 2019 został odznaczony Orderem Imperium Brytyjskiego (MBE).